# Armando Vajushi
Armando Vajushi (Scutari, 3 dicembre 1991) è un ex calciatore albanese, di ruolo centrocampista.

## Biografia
Possiede anche il passaporto bulgaro.

## Carriera

### Club
Il 1º gennaio 2012 viene acquistato a titolo definitivo per 110.000 euro dalla squadra bulgara del Liteks Loveč.
Il 2 febbraio 2015 viene acquistato dalla squadra italiana del Chievo. Il 19 agosto 2015 viene ceduto in prestito al Livorno. Il 20 luglio 2016 viene acquistato a titolo definitivo dalla Pro Vercelli.
Nella sessione di mercato invernale del 2018 è mandato in prestito all'Avellino, dove disputa 9 gare e realizza un gol.
A gennaio 2019 passa al club albanese del Teuta.
Rimasto svincolato in estate solo il 10 gennaio 2020 firma un contratto con il Petrolul Ploiești club della seconda divisione romena.

### Nazionale
Ha esordito con la maglia della nazionale maggiore nel 2011, in una partita amichevole contro l'Argentina, partita poi finita 4-0 per gli argentini, subentrando al 66'.
L'8 giugno 2014 segna il suo primo gol con la maglia dell'Albania nella partita amichevole contro San Marino, partita poi terminata con la vittoria degli albanesi per 0-3.

## Caratteristiche tecniche
Armando Vajushi era un centrocampista dotato di buone qualità tecniche, conosciuto per la sua abilità nei passaggi e nella gestione del gioco. Possedeva una buona visione di gioco, che gli permetteva di orchestrare le azioni offensive della sua squadra. La sua capacità di dribblare gli avversari e di superare le linee difensive gli consentiva di essere pericoloso in fase di transizione. Era un giocatore versatile, capace di giocare sia in fase difensiva che offensiva, con una buona resistenza e capacità di recupero palla. Sebbene non fosse particolarmente fisico o veloce, Vajushi si distingueva per la sua intelligenza tattica e per la precisione nei passaggi, che lo rendevano un punto di riferimento a centrocampo.

## Statistiche

### Presenze e reti nei club
Statistiche aggiornate al 16 giugno 2023.
| Stagione                 | Squadra                  | Campionato               | Campionato | Campionato | Coppe nazionali | Coppe nazionali | Coppe nazionali | Coppe continentali | Coppe continentali | Coppe continentali | Altre coppe | Altre coppe | Altre coppe | Totale | Totale |
| Stagione                 | Squadra                  | Comp                     | Pres       | Reti       | Comp            | Pres            | Reti            | Comp               | Pres               | Reti               | Comp        | Pres        | Reti        | Pres   | Reti   |
| ------------------------ | ------------------------ | ------------------------ | ---------- | ---------- | --------------- | --------------- | --------------- | ------------------ | ------------------ | ------------------ | ----------- | ----------- | ----------- | ------ | ------ |
| 2008-2009                | Vllaznia                 | KS                       | 0          | 0          | CA              | 1               | 0               | -                  | -                  | -                  | -           | -           | -           | 1      | 0      |
| 2009-2010                | Vllaznia                 | KS                       | 12         | 0          | CA              | 1               | 0               | UEL                | 2                  | 0                  | -           | -           | -           | 15     | 0      |
| 2010-2011                | Vllaznia                 | KS                       | 32         | 3          | CA              | 5               | 1               | -                  | -                  | -                  | -           | -           | -           | 37     | 4      |
| 2011-gen. 2012           | Vllaznia                 | KS                       | 12         | 5          | CA              | 4               | 4               | UEL                | 4                  | 1                  | -           | -           | -           | 20     | 10     |
| Totale Vllaznia          | Totale Vllaznia          | Totale Vllaznia          | 56         | 8          |                 | 11              | 5               |                    | 6                  | 1                  |             | -           | -           | 73     | 14     |
| gen.-giu. 2012           | Liteks Loveč             | A                        | 11         | 1          | CB              | 1               | 0               | -                  | -                  | -                  | -           | -           | -           | 12     | 1      |
| 2012-2013                | Liteks Loveč             | A                        | 30         | 9          | CB              | 6               | 1               | -                  | -                  | -                  | -           | -           | -           | 36     | 10     |
| 2013-2014                | Liteks Loveč             | A                        | 22+8       | 8+2        | CB              | 3               | 1               | -                  | -                  | -                  | -           | -           | -           | 33     | 11     |
| 2014-feb. 2015           | Liteks Loveč             | A                        | 15         | 2          | CB              | 2               | 2               | UEL                | 4                  | 0                  | -           | -           | -           | 21     | 4      |
| Totale Liteks Loveč      | Totale Liteks Loveč      | Totale Liteks Loveč      | 78+8       | 20+2       |                 | 12              | 4               |                    | 4                  | 0                  |             | -           | -           | 102    | 26     |
| feb.-giu. 2015           | Chievo                   | A                        | 0          | 0          | CI              | -               | -               | -                  | -                  | -                  | -           | -           | -           | 0      | 0      |
| 2015-2016                | Livorno                  | B                        | 22         | 0          | CI              | 0               | 0               | -                  | -                  | -                  | -           | -           | -           | 22     | 0      |
| 2016-2017                | Pro Vercelli             | B                        | 9          | 1          | CI              | 1               | 0               | -                  | -                  | -                  | -           | -           | -           | 10     | 1      |
| 2017-gen. 2018           | Pro Vercelli             | B                        | 13         | 1          | CI              | 0               | 0               | -                  | -                  | -                  | -           | -           | -           | 13     | 1      |
| Totale Pro Vercelli      | Totale Pro Vercelli      | Totale Pro Vercelli      | 22         | 2          |                 | 1               | 0               |                    | -                  | -                  |             | -           | -           | 23     | 2      |
| gen.-giu. 2018           | Avellino                 | B                        | 9          | 1          | CI              | -               | -               | -                  | -                  | -                  | -           | -           | -           | 9      | 1      |
| Totale KF Teuta          | Totale KF Teuta          | Totale KF Teuta          | 8          | 0          |                 | 0               | 0               |                    | -                  | -                  |             | -           | -           | 8      | 0      |
| gen.-mag. 2019           | Teuta                    | A                        | 8          | 0          | KA              | -               | -               | -                  | -                  | -                  | -           | -           | -           | 9      | 0      |
| gen.-giu.2020            | Petrolul Ploiești        | L II                     | 0+2        | 0+1+2      | CR              | 0               | 0               | -                  | -                  | -                  | -           | -           | -           | 2      | 1      |
| 2020-2021                | Petrolul Ploiești        | L II                     | 15+6       | 7+2        | CR              | 3               | 0               | -                  | -                  | -                  | -           | -           | -           | 24     | 9      |
| 2021-gen. 2022           | Petrolul Ploiești        | L II                     | 11         | 6          | CR              | 1               | 0               | -                  | -                  | -                  | -           | -           | -           | 12     | 6      |
| Totale Petrolul Ploiești | Totale Petrolul Ploiești | Totale Petrolul Ploiești | 26+8       | 13+3       |                 | 4               | 0               |                    | -                  | -                  |             | -           | -           | 38     | 16     |
| Totale carriera          | Totale carriera          | Totale carriera          | 221+16     | 44+5       |                 | 28              | 9               |                    | 10                 | 1                  |             | -           | -           | 275    | 59     |

### Cronologia presenze e reti in nazionale
| Cronologia completa delle presenze e delle reti in nazionale ― Albania | Cronologia completa delle presenze e delle reti in nazionale ― Albania | Cronologia completa delle presenze e delle reti in nazionale ― Albania | Cronologia completa delle presenze e delle reti in nazionale ― Albania | Cronologia completa delle presenze e delle reti in nazionale ― Albania | Cronologia completa delle presenze e delle reti in nazionale ― Albania | Cronologia completa delle presenze e delle reti in nazionale ― Albania | Cronologia completa delle presenze e delle reti in nazionale ― Albania |
| Data                                                                   | Città                                                                  | In casa                                                                | Risultato                                                              | Ospiti                                                                 | Competizione                                                           | Reti                                                                   | Note                                                                   |
| ---------------------------------------------------------------------- | ---------------------------------------------------------------------- | ---------------------------------------------------------------------- | ---------------------------------------------------------------------- | ---------------------------------------------------------------------- | ---------------------------------------------------------------------- | ---------------------------------------------------------------------- | ---------------------------------------------------------------------- |
| 20-6-2011                                                              | Buenos Aires                                                           | Argentina                                                              | 4 – 0                                                                  | Albania                                                                | Amichevole                                                             | -                                                                      | 66’                                                                    |
| 14-11-2012                                                             | Zurigo                                                                 | Albania                                                                | 0 – 0                                                                  | Camerun                                                                | Amichevole                                                             | -                                                                      | 70’                                                                    |
| 6-2-2013                                                               | Tirana                                                                 | Albania                                                                | 1 – 2                                                                  | Georgia                                                                | Amichevole                                                             | -                                                                      | 46’                                                                    |
| 26-3-2013                                                              | Tirana                                                                 | Albania                                                                | 4 – 1                                                                  | Lituania                                                               | Amichevole                                                             | -                                                                      | 64’ 74’                                                                |
| 4-6-2014                                                               | Budapest                                                               | Ungheria                                                               | 1 – 0                                                                  | Albania                                                                | Amichevole                                                             | -                                                                      | 70’                                                                    |
| 8-6-2014                                                               | Serravalle                                                             | San Marino                                                             | 0 – 3                                                                  | Albania                                                                | Amichevole                                                             | 1                                                                      | 70’                                                                    |
| Totale                                                                 |                                                                        | Presenze                                                               | 6                                                                      |                                                                        | Reti                                                                   | 1                                                                      |                                                                        |

| Cronologia completa delle presenze e delle reti in nazionale ― Albania under 21 | Cronologia completa delle presenze e delle reti in nazionale ― Albania under 21 | Cronologia completa delle presenze e delle reti in nazionale ― Albania under 21 | Cronologia completa delle presenze e delle reti in nazionale ― Albania under 21 | Cronologia completa delle presenze e delle reti in nazionale ― Albania under 21 | Cronologia completa delle presenze e delle reti in nazionale ― Albania under 21 | Cronologia completa delle presenze e delle reti in nazionale ― Albania under 21 | Cronologia completa delle presenze e delle reti in nazionale ― Albania under 21 |
| Data                                                                            | Città                                                                           | In casa                                                                         | Risultato                                                                       | Ospiti                                                                          | Competizione                                                                    | Reti                                                                            | Note                                                                            |
| ------------------------------------------------------------------------------- | ------------------------------------------------------------------------------- | ------------------------------------------------------------------------------- | ------------------------------------------------------------------------------- | ------------------------------------------------------------------------------- | ------------------------------------------------------------------------------- | ------------------------------------------------------------------------------- | ------------------------------------------------------------------------------- |
| 26-3-2011                                                                       | Tirana                                                                          | Albania under 21                                                                | 3 – 1                                                                           | Georgia under 21                                                                | Amichevole                                                                      | -                                                                               | 70’                                                                             |
| 29-3-2011                                                                       | Israele                                                                         | Israele under 21                                                                | 1 – 1                                                                           | Albania under 21                                                                | Amichevole                                                                      | -                                                                               |                                                                                 |
| 30-5-2011                                                                       | Amsterdam                                                                       | Paesi Bassi under 21                                                            | 5 – 0                                                                           | Albania under 21                                                                | Amichevole                                                                      | -                                                                               |                                                                                 |
| 2-9-2011                                                                        | Tirana                                                                          | Albania under 21                                                                | 0 – 3                                                                           | Polonia under 21                                                                | Qual. Europeo Under-21 2011                                                     | -                                                                               |                                                                                 |
| 6-9-2011                                                                        | Tirana                                                                          | Albania under 21                                                                | 4 – 3                                                                           | Moldavia under 21                                                               | Qual. Europeo Under-21 2011                                                     | -                                                                               |                                                                                 |
| 11-10-2011                                                                      | Varsavia                                                                        | Polonia under 21                                                                | 4 – 3                                                                           | Albania under 21                                                                | Qual. Europeo Under-21 2011                                                     | -                                                                               |                                                                                 |
| 10-11-2011                                                                      | Tirana                                                                          | Albania under 21                                                                | 0 – 1                                                                           | Russia under 21                                                                 | Qual. Europeo Under-21 2011                                                     | -                                                                               |                                                                                 |
| 14-11-2011                                                                      | Tirana                                                                          | Albania under 21                                                                | 2 – 2                                                                           | Portogallo under 21                                                             | Qual. Europeo Under-21 2011                                                     | -                                                                               | 90’                                                                             |
| 6-6-2012                                                                        | Lisbona                                                                         | Portogallo under 21                                                             | 3 – 1                                                                           | Albania under 21                                                                | Qual. Europeo Under-21 2011                                                     | -                                                                               |                                                                                 |
| 12-6-2012                                                                       | Mosca                                                                           | Russia under 21                                                                 | 0 – 0                                                                           | Albania under 21                                                                | Qual. Europeo Under-21 2011                                                     | -                                                                               |                                                                                 |
| 6-9-2012                                                                        | Moldavia                                                                        | Moldavia under 21                                                               | 2 – 1                                                                           | Albania under 21                                                                | Qual. Europeo Under-21 2011                                                     | -                                                                               |                                                                                 |
| Totale                                                                          |                                                                                 | Presenze                                                                        | 11                                                                              |                                                                                 | Reti                                                                            | 0                                                                               |                                                                                 |

## Palmarès

### Individuale
- Calciatore albanese dell'anno: 1

2011